# Leldikkop
De leldikkop (Eulacestoma nigropectus) is een vrij kleine zangvogel uit het monotypische geslacht Eulacestoma. De vogel is endemisch in de berggebieden van Nieuw Guinea.

## Kenmerken
De leldikkop is ongeveer 14 cm lang. Het vrouwtje is overwegend olijfgroen gekleurd, van onderen lichter dan van boven. Het mannetje is een beetje zwart van onder, zwart op de vleugel en heeft een rond, roze lelletje bij zijn wang. De leldikkop heeft een sterke, wigvormige, zwarte snavel waarmee hij kan hakken in dode takjes en boombast op zoek naar insecten.

## Verspreiding en leefgebied
De vogel komt voor in bergbossen op een hoogte tussen de 2100 en 2500 meter boven de zeespiegel, vooral in secundair, vochtig nevelbos.

## Taxonomie
Oorspronkelijk werd de leldikkop gerekend tot de familie dikkoppen en fluiters (Pachycephalidae). Moleculair genetisch onderzoek wijst erop dat deze soort daar niet thuis hoort. In 2014 stelden Schodde & Christidis voor om de soort en het geslacht in een monotypische familie, de Eulacestomidae onder te brengen.

## Status
De grootte van de populatie is niet gekwantificeerd maar de soort wordt omschreven als plaatselijk vrij algemeen tot zeldzaam. Op de Rode lijst van de IUCN heeft deze soort de status niet bedreigd.